# 巴泰勒米·波岡達
巴泰勒米·波岡達（法語：Barthélemy Boganda，1910年4月4日—1959年3月29日）是法属乌班吉沙里领地（今中非共和国）的民族主义政治家和独立运动领袖，他在政坛上活跃时，乌班吉沙里是法国殖民地联邦法属赤道非洲的四个领地之一。波岡達成功促使烏班吉沙里获得自治地位並成為法兰西共同体内的半独立自治国家即中非共和国，而他则担任中非自治政府的第一任主席。波岡達没有等到中非的正式独立的那一天就因空难而离世，但是他仍然被尊称为中非的“建国之父”。
波岡達出生于一个自给自足的农民家庭，当地罗马天主教会的传教士们收养了他并让他获得了受教育的机会。他于1938年被任命为司铎，成为首个来自乌班吉沙里本地的罗马天主教司铎。第二次世界大战期间，波岡達从事了一些传教活动，后在班吉主教的劝说下开始从政。他于1946年成为第一个被选入法国国民议会的乌班吉沙里籍议员，在议会他坚持反对种族主义和殖民主义的政治纲领。之后他回到乌班吉沙里发起了一场反对法国殖民统治的草根运动，该运动发展到1949年形成了黑非洲社会进化运动，受到农民和工人阶级的欢迎。波岡達与议会秘书米歇尔·茹尔丹结婚后被革除了司铎的圣职，因为司铎必须独身，这使他的声誉受到了轻微的损害。尽管如此，他在1950年代仍继续呼吁殖民当局给予当地黑人以平等的对待和公民权利。
二战结束后，在战争中遭受重创的法国已无力维持庞大的殖民帝国，此时的法兰西第四共和国政府开始考虑同意大部分非洲殖民地获得独立地位。波岡達于1958年会见了时任法国总理夏尔·戴高乐，双方讨论了波岡達提出的让乌班吉沙里独立的建议。戴高乐同意波岡達的建议，波岡達遂于同年12月1日宣布成立半独立的中非共和国，中非加入新成立的法兰西共同体，享有自治地位。波岡達成为中非自治政府的首任主席（总理），并行使该国国家元首（总统）的职权。他于1959年3月29日乘坐飞机前往首都班吉途中遭遇了一起神秘的空难而逝世，专家们在飞机残骸中发现了微量的炸药，但调查的细节被隐瞒了。尽管空难的责任人从未确定，但人们怀疑是法国情报部门制造了这起空难，甚至波岡達的妻子茹尔丹也牵扯其中。波岡達逝世后仅一年多，中非共和国即获得了完全的独立，他的梦想最终实现了。

## 生平

### 早年生活
波岡達出生于博班吉村（今属洛巴耶省姆拜基县）的一个自给自足的农民家庭，博班吉村是位于班吉西南方约80（50英里）、靠近热带雨林边缘的洛巴耶盆地的一座姆巴卡人聚居村落。波岡達出生时，法国人对中部非洲的商业开发活动已经到达了顶峰，尽管受第一次世界大战的影响有所停滞，但1920年代时开发活动又恢复了。法国财团使用苦役从事在洛巴耶地区的橡胶采集工作，苦役从本质上来说是奴隶制的一种形式，其中最为臭名昭著的财团是桑加-乌班吉森林公司（Compagnie forestière de la Sangha-Oubangui）。
1920年代晚期，波岡達的母亲在森林中采集橡胶时遭森林公司的官员们殴打身亡。他的堂兄，即后来自立为中非帝国皇帝的让-贝德尔·博卡萨的父亲，因为不愿听命于公司，在殖民当局的警察局被殴打致死。波岡達的父亲是一名巫医，曾主持过食人的宗教仪式。
波岡達年幼时被天主教会的传教士们领养，后进入洛巴耶地区行政中心姆拜基的一所由马耶尔中尉（Lieutenant Mayer）创建的学校学习。从1921年12月到1922年12月，他每天花两小时向让-勒内·卡洛克（Jean-René Calloch）蒙席（主教）学习如何阅读，其余时间则从事体力劳动。1922年12月24日，他正式进入教会工作，获得教名巴泰勒米（Barthélemy，巴尔多禄茂的法文形式），以纪念据信曾在非洲传教的耶稣十二使徒之一的圣巴尔多禄茂。加布里埃尔·埃罗（Gabriel Herrau）司铎起先把波岡達送到贝图镇（今属刚果共和国）的天主教学校学习，后又把他送到班吉的圣保罗传教学校，波岡達在那里继续向卡洛克蒙席学习，完成了初等教育课程，他把卡洛克视为自己的精神之父。波岡達聪明的才智和虔诚的态度让传教士们深受鼓舞，他们乐于帮助他继续求学，他在布拉柴维尔（为法属赤道非洲及中央刚果领地首府，今刚果共和国首都）和比利时耶稣会名下的基桑图（属比属刚果，今刚果民主共和国）的小神学院完成了中等教育课程，后又到雅温得（为法属喀麦隆首府，今喀麦隆首都）的大神学院深造。1938年3月17日，波岡達实现了他12岁时就立志实现的梦想，他被授予圣职，成为第一位乌班吉沙里本地出身的罗马天主教司铎。他先后在班吉、格里马里和班加苏从事神职工作，而在1939年，他所在的教区主教拒绝了他加入法国陆军的请求。当时第二次世界大战已经爆发，许多在教会从事神职工作的法国人应召还俗奔赴战场，而波岡達只能继续在家乡留守，他在战争期间从事了一些传教活动。

### 从政早期和婚姻
二战结束后，波岡達在班吉主教格朗丹蒙席（Mgr Grandin）的极力推动下，开始参加政治活动以作为对原有的教会人道主义和社会工作的补充，遂决定参选法国国民议会议员。1946年11月10日，他在议会选举中战胜包括即将离职的时任议员、法属赤道非洲前总督弗朗索瓦-约瑟夫·雷斯特·德罗卡在内的其他三位候选人，赢得总选票的近半数，成为首位乌班吉沙里籍议员。当选后，他穿着教士服装来到法国首都巴黎，向他的议会同僚们介绍自己是一夫多妻制的食人族后裔，并在那里加入了人民共和运动。从1947年起，他在议会中发起了一场生动的反对种族主义和殖民统治的运动。很快，他发现自己在法国影响力有限。在他担任议员期间，他只在议会发表了两次演讲，一次是在1947年发表的谴责法国当局滥用殖民主义的演讲，另一次是在1950年发表的谴责法属赤道非洲社会正义缺失的演讲。尽管他担任议员职务直到逝世，实际履行议员职责直到1958年中非共和国成立，但早在1950年前后他就逐渐脱离了议会活动，同年他脱离了人民共和运动。
回到乌班吉沙里后，波岡達最初尝试着把同族的垦植者们组织起来成立一个营销合作社，但失败了，后来他又创建了一个由教师、卡车司机和小生产者组成的草根运动组织以反抗法国殖民统治。该组织名叫“乌班吉、洛巴耶、莱斯合作社”（Société Coopérative Oubangui, Lobaye, Lesse，缩写：SOCOULOLE），旨在为当地人提供食品、衣服、住房、医疗和教育，成立数月后解散。1949年9月28日，他在班吉创建了黑非洲社会进化运动，这是一个寻求确认黑人人性的半宗教性质的政治运动暨政党，并迅速主导了当地的政治。波岡達的政治理念可以总结为当地的桑戈语短语“zo kwe zo”，意思是“每个人都是人”，与法国殖民当局不把黑人当人看形成对比。2004年通过的第七部《中非共和国宪法》在序言部分写道：“中非共和国的缔造者巴泰勒米·波岡達阐明了‘ZO KWE ZO’原则，表达了他对保证人的尊严得到尊重的强烈愿望。”实际上，波岡達追求的是乌班吉沙里的黑人在法兰西联邦内部获得平等对待和公民权利而不是完全独立，至少暂时不追求独立。他宣布黑非洲社会进化运动的目标是“促进黑非洲的政治、经济和社会发展（进化），打破部落主义和种族主义的桎梏，用更多人的友爱与合作取代有辱人格的殖民地从属观念”。他还宣布黑非洲社会进化运动“旨在以渐进的、和平的演变使黑人得到发展与解放，并通过全世界所有黑人的共同的努力来实现这一目标。每个民族或当政团体，每个家庭、氏族或部落，每个区、地区、分区、省或部门，每个领地，每个联邦，都将组织自己的分支机构、联邦政府和委员会”。他试图团结包括妇女、青年、工人和贫苦农民在内的广大乌班吉沙里人民，解放他们的创造力，把他们置于国家的中心舞台上，让他们创造属于自己的历史。
黑非洲社会进化运动在农村人中比在“进步者”城里人中更受欢迎，波岡達认为后者对白人殖民者奴颜婢膝，并用一个贬义词“Mboundjou-Voko”（桑戈语，意为“黑皮肤的白人”）形容他们。此外，他于1953年创立了“自由乌班吉沙里群际”（Intergroupe Libéral Oubanguien）组织，该组织旨在选举相同数量的黑人和白人政治人物进入议会，以建立一个联合的选举人团。黑非洲社会进化运动的活动激怒了法国殖民当局和从事棉花、咖啡、钻石和其他商品交易的公司，这些公司控制了班吉的商会，他们对黑人民族主义的兴起和由此而产生的强制劳动力的丧失感到强烈的不满。他们特别憎恨波岡達，把他视为一个危险的革命煽动者及对他们的“自由企业”的威胁，他们决心将他除掉。他们还在乌班吉沙里建立了法兰西人民联盟的支部以对抗黑非洲社会进化运动，而在法属赤道非洲其他三个殖民地存在的非洲人民联盟也对黑非洲社会进化运动提出了挑战。尽管其他政党也纷纷成立，但到了1958年，它们都已沦为小团体。
当波岡達遇见并爱上一名年轻的法国女子后，他对政治的热情有所减弱。这名女子叫米歇尔·茹尔丹（Michelle Jourdain），是一名议会秘书。他们于1950年6月13日喜结连理，后育有一男二女。但由于天主教神职人员须保持单身，所以婚后的波岡達被革除了司铎的圣职，并失去了天主教会领导层的支持。这件事在巴黎成为一桩小小的丑闻，但并没有影响波岡達在家乡的民望。尽管是徒劳的，但他在国民议会继续与法国殖民当局在乌班吉沙里对黑人的压制性政策作斗争，任意逮捕、低工资、强制种植棉花、不允许黑人进入餐馆和电影院等现象都是他批判的对象。

### 影响力扩大及迈向自治
1951年1月10日，波岡達因调停当地的一次市场纠纷即洛巴耶地区的“博坎加（Bokanga）事件”而被当局以“危及和平”的罪名逮捕，同年3月29日他被判入狱两个月。他的新婚妻子茹尔丹被判入狱15天，不过他们俩都没有真正服刑。同年6月17日，波岡達在遭遇殖民当局设置重重阻碍及当权者、殖民者和教会势力的强烈反对，以及两位突出的法籍参选人的严峻挑战下，依旧以全国独立人士与农民中心候选人身份在当年的法国国民议会选举中赢得总选票的48%，再次当选议员。在那个时候，他已成为乌班吉沙里的一名极度受欢迎的救世主似的民族英雄和民族主义先驱，而他所领导的黑非洲社会进化运动在1952年3月举行的乌班吉沙里领地议会选举中一跃成为多数党。在这一时期，他的时间主要用于三方面的工作，即咖啡种植、解放黑人和为家乡争取新的政治地位。
在1954年4月，贝贝拉蒂爆发了一起群体性事件，波岡達在事件中的表现显示出了他的才干。事件的起因是一名白人公共工程代理不久前因他对黑人的暴行而遭谴责，他雇佣的厨师和厨师的妻子莫名其妙地死了。4月30日，事件引发了当地巴雅族人的抗议并演变为骚乱，布拉柴维尔的法属赤道非洲总督出动伞兵乘坐装甲车在街上巡逻。乌班吉沙里领地长官路易·圣马尔科请求波岡達前去平息骚乱，波岡達知道这件事后很犹豫，当地不是支持他的大本营，但最后他还是出现在当地的一座村子里。他当着抗议者的面宣称，在法律面前黑人和白人都是平等的。听了他的话后，抗议者们平静了下来并各自散去，骚乱平息。波岡達利用自己的声望化解了这场危机，而危机过后他在群众中的威望进一步提高，他所领导的黑非洲社会进化运动也得到了迅速发展。
尽管波岡達的政治立场相对保守，他倾向于照顾法国在乌班吉沙里的利益，并不主张立即独立，但他仍在乌班吉沙里实现内部自治的过程（1956年－1958年）中发挥了至关重要的作用。最迟于1958年4月，在法兰西第四共和国行将就木之时，波岡達成为大多数法语系非洲领导人中的一份子，他们寻求某种联合的法案，使法国与它的非洲殖民帝国保持切实可行的联系。对他们来说，国家的“独立”意味着在法兰西政治共同体内部实行自治，而不是完全排斥法国及其在殖民时期对各殖民地的影响。这是不足为奇的，因为这些领导人参与了国家的建立、宪法和法律的起草以及立法机构和政党的组建，而在这过程中免不了受到法国这个前宗主国的影响。对于波岡達来说，他以独立候选人身份在1956年法国国民议会选举中赢得89%的总选票，战胜其他所有乌班吉沙里籍候选人第三次当选议员，显示出他已成为乌班吉沙里无可争议的领袖，殖民当局不得不考虑做出让步，与他展开对话了。此时法国人已经清楚，与波岡達作对是危险的，他们应该试着接纳他。同年，他同意欧洲人参加乌班吉沙里领地议会选举，以此换得法国商业领袖的财政支持。同年11月18日，他当选为班吉市首任民选市长。1957年3月31日，根据法国《海外领地根本法》，乌班吉沙里获得“半自治”地位，举行领地议会选举，黑非洲社会进化运动在选举中赢得全部议席。同年5月，乌班吉沙里领地成立政府委员会，波岡達被任命为副主席，法属乌班吉沙里领地长官圣马尔科为主席。但波岡達拒绝接受，认为他的亲密战友阿贝尔·贡巴更能胜任，贡巴遂担任政府委员会副主席。同年6月17日，波岡達当选为法属赤道非洲大议会（Grand Conseil de l'Afrique-Équatoriale française）议长，这个大议会是整个法属赤道非洲的联邦议会，他通过大议会发表了非洲统一的构想。

波岡達构想中的拉丁非洲合众国示意图，合众国由中非共和国与今天的安哥拉、布隆迪、喀麦隆、乍得、刚果民主共和国、刚果共和国、赤道几内亚、加蓬和卢旺达组成。

尽管波岡達及其领导的黑非洲社会进化运动曾受到法国殖民当局和白人殖民者的敌视，但法兰西人民联盟创党主席夏尔·戴高乐准将在很多场合表达了对乌班吉沙里的同情，因为乌班吉沙里早在1940年8月就开始支持他所领导的自由法国，他拒绝支持法兰西人民联盟乌班吉沙里支部针对波岡達及其同伴们的暴力阴谋。1958年7月，时任法国总理戴高乐在巴黎接见了波岡達，作为回访，波岡達于同年8月在法属赤道非洲首府布拉柴维尔再次会见戴高乐。两人商讨了乌班吉沙里的独立问题，最终戴高乐同意给予乌班吉沙里半独立的自治地位，而波岡達也同意乌班吉沙里留在同年9月成立的法兰西共同体内。
作为一个实用主义者，波岡達于1957年12月30日在乌班吉沙里领地议会发表讲话，宣布要新成立一个经济促进委员会（Comité de Salut Economique），该委员会试图整合法国殖民者和黑非洲社会进化运动议员分别控制的当地经济，波岡達称之为“资本与乌班吉沙里劳动力的联合”。但由于缺少法国的投资并遭到乌班吉沙里当地人的反对，波岡達的这一想法很快就作罢了。在非洲法语圈殖民地相继宣布独立之际，波岡達警告说，乌班吉沙里将面临来自周边地区的巨大的经济挑战。为了应对这挑战，他提议全法属赤道非洲各地区独立并与中部非洲的其他原法国、比利时和葡萄牙殖民地合并成立联邦制的拉丁非洲合众国，而乌班吉沙里将成为合众国的一个联邦单位（一级行政区）。1958年9月28日，在波岡達的号召下，98%的乌班吉沙里人通过全民公决投票支持建立法兰西共同体。然而，由于地区差异和个人野心的存在，波岡達的联邦制合众国提议被证明是不切实际的，其他前殖民地并不认同。在同年11月24日至25日召开的布拉柴维尔会议上，除乌班吉沙里外的其他法属赤道非洲领地（法属乍得、中央刚果和加蓬）的领导人决定单干，这些领地在1958年11月28日都成为法兰西共同体内的“自治共和国”。
由于其他前法属赤道非洲殖民地的反对，波岡達只好接受一部只覆盖原乌班吉沙里领地的宪法，定国号为“中非共和国”。1958年12月1日，波岡達宣布中非共和国成立，亦为法兰西共同体内的“自治共和国”。同年12月8日，中非共和国第一届自治政府成立，波岡達成为首任主席（总理），而原法属乌班吉沙里领地长官保罗·博尔迪埃改称高级专员。新政府刚成立就通过法令禁止裸露和流浪者，从中可以看出波岡達受到了教会教育的影响。不过新政府的主要任务是制定一部民主的、在一定程度上模仿法国的宪法。新宪法于1959年2月16日在议会获得通过。中非共和国正式独立的时间是1960年8月13日，但波岡達在这之前就因空难离世了。

### 遇难及身后政局
1959年3月29日，波岡達乘坐飞机离开贝贝拉蒂前往首都班吉，参加即将举行的中非共和国首届议会选举，他原本有望在中非获得完全独立后成为首任总统。飞机从贝贝拉蒂机场起飞，目的地是班吉机场，在飞过班吉以西约160（100英里）的洛巴耶省博达县布克帕延加（Boukpayanga）村上空时发生爆炸，包括波岡達在内的机上乘客和机组人员全部遇难。机上共有5名乘客和4名机组人员，乘客中除了波岡達外，还包括自治政府新闻部长和一名即将卸任的乌班吉沙里领地议会议员。造成这起神秘的空难的原因从未确定，事发后也没有成立任何调查委员会，因而人们普遍怀疑有黑幕。政治史学家热拉尔·普吕尼耶陈述了自己的观点，虽然没有直接指责谁是主谋，但他认为波岡達被“谋杀的概率是非常高的”，“为剩下的大公司经销商工作的白人痛恨波岡達，因为他在1946年当局最终取缔非法强制劳动力的过程中发挥了作用。他们也痛恨波岡達的聪明才智，因为在他们看来黑人应该是劣等的，而他却令他们不安”。法国的《巴黎快报》周刊1959年5月7日披露，专家们在失事飞机的残骸中发现了炸药的痕迹，但法国驻中非高级专员禁止该期周刊在中非共和国境内销售。许多人怀疑，受法国情报部门资助的班吉商会的外籍商人制造了这起空难。波岡達的法裔妻子米歇尔·茹尔丹也被怀疑参与了此案，因为他们夫妇俩的关系到1959年时已经恶化，波岡達甚至有离婚重新当教士的打算。就在空难前几天，茹尔丹获得了一份波岡達的人寿保险保单，波岡達逝世后茹尔丹便成了受益人。《黑暗时代：皇帝博卡萨的政治奥德赛》（Dark Age: The Political Odyssey of Emperor Bokassa）一书的作者布赖恩·蒂特利（Brian Titley）由此认为，有很好的理由怀疑茹尔丹与这起空难有关。
新生的中非共和国因这位备受崇敬的领袖的逝世而震惊，领袖的葬礼于同年4月2日在班吉圣母主教座堂举行，上千名中非群众怀着悲痛的心情参加了葬礼。波岡達的亲密战友、中非共和国自治政府副主席兼财政部长阿贝尔·贡巴在波岡達死后顺理成章地成为自治政府代主席，蒂特利将贡巴形容为一位“聪明、诚实并具有强烈民族主义色彩”的人物。但是在外国人看来，波岡達的另一位亲密战友和侄儿，自治政府内政、经济与贸易部长戴维·达科更适合领导政府，因为他会照顾他们在中非的利益。达科因此受到商会和波岡達遗孀茹尔丹的支持，而他们的背后是后来成为首任法国驻中非大使的罗歇·巴伯罗上校。达科迅速将贡巴排挤掉，出任自治政府主席，在中非共和国正式独立后又成为首任临时政府主席及总统。到了1962年，达科干脆取缔所有反对党，使执政的黑非洲社会进化运动成为全国唯一的政党，确立了一党执政的政体 。波岡達去世后中非政局的变化很显然是法国人在幕后操纵的结果，法国人支持达科夺权，以换取达科承认他们依旧保有在殖民时期对中非经济的控制权。达科在中非共和国的统治模式类似科特迪瓦的费利克斯·乌弗埃-博瓦尼和塞内加尔的利奥波德·塞达尔·桑戈尔，他们所在的国家都是前法国殖民地，独立后对内实行一党执政，对外仍与法国保持特殊关系，而且他们的个人威望足以保持文官对国家的控制。但当达科逐渐失去民心后，他的表哥、陆军参谋长让-贝德尔·博卡萨上校于1966年元旦前夕发动政变夺权，拉开了军人统治中非的序幕。

## 影响与评价

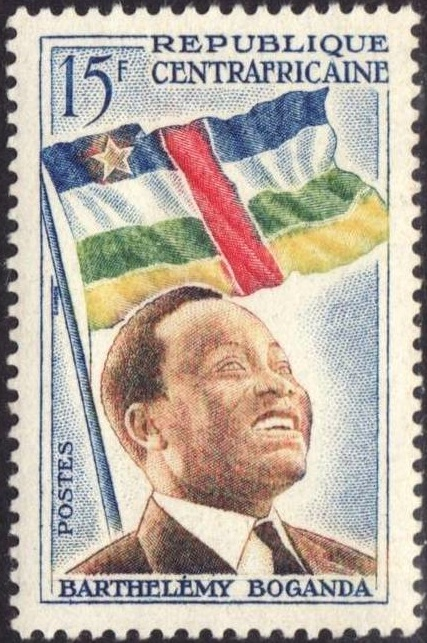
中非共和国首枚邮票，1959年发行，描绘波岡達及飘扬的中非共和国国旗。波岡達将法国国旗的红、白、蓝三色与红、绿、黄三种泛非颜色结合起来，设计出这面国旗。

波岡達不但被视为中非共和国的民族英雄和“建国之父”（père fondateur），也被认为是非洲非殖民化运动的伟大领袖之一。波岡達逝世后，历史学家乔治·沙法尔（Georges Chaffard）把他描绘成“赤道附近的政治人物中最具声望和最有能力者”，而热拉尔·普吕尼耶则称他“可能是法属非洲非殖民化时期最有天赋、最具创造力的政治家”。 《中非共和国宪法》在序言部分明文确定波岡達为“中非共和国的缔造者”。
1961年，洛巴耶省政府将波岡達坠机地点布克帕延加村及其周围的几个村落合并为一个新的村落，为纪念波岡達而以他的名字命名，现已扩展成为一个新的县即波岡達县。2005年4月4日是波岡達诞辰95周年，纪念活动在波岡達县举行。在中非首都班吉有多处建筑以波岡達的名字命名，如波岡達大道、波岡達广场、首都最大的高中波岡達高中，以及巴泰勒米·波岡達体育中心等，表达了中非人民对波岡達的崇敬之情。3月29日是波岡達逝世纪念日，在中非被称为“波岡達日”，是一个公共假日。波岡達原先为构想中的拉丁非洲合众国设计了国旗，虽然合众国的理想未能实现，但该旗帜却成为中非共和国国旗。中非共和国国歌《复兴歌》也是由波岡達作词的。
波岡達是諸多非洲政治领袖之一，他们特别愿意塑造他们国家的政治文化，被人民视为（或者他们自视为）伟大的国家领袖，具有崇高的荣誉，有时候接近于被神化。他们被尊崇为他们国家的国父，被认为能明智地引导人民获得最佳利益。除了波岡達，他们中的其他人包括利奥波德·塞达尔·桑戈尔、费利克斯·乌弗埃-博瓦尼、穆克塔尔·乌尔德·达达赫、艾哈迈德·塞古·杜尔、莫迪博·凯塔、莱昂·姆巴和达尼埃尔·韦津·库利巴利等都成了人民特别的英雄崇拜对象。关于波岡達具有超自然能力、假定存在的抗毁性、甚至不朽性的神话在人民中广泛传播，而当事人并未阻止。直到他逝世前不久，还有一大群人聚在乌班吉河岸边等着看他走在水面上横穿两岸。他当然没有这样做，但显然有许多人仍然相信他可以奇迹般地穿越。波岡達不仅是一位有魅力的政治领袖，他还被视为“黑皮肤的基督”，一个伟大的宗教人物，具有非凡的力量。波岡達与刚果共和国首任总统富尔贝·尤卢一样是教士出身，他从政后没有特别关心他的宗教使命，但他毫不掩饰地将教会受人尊重的巨大影响力转化为自己的政治优势，他成功地运用诸如司铎服饰、十字架、洗礼、门徒和追随者等宗教符号实现自己的政治目的。
波岡達的去世增加了他的神秘色彩，他成为国家的殉道者，该国出现的奇迹经常归因于他。如今，波岡達神话在很多中非人心目中依旧保持强大的影响，而他的继任者们也运用这一神话凝聚民心，维护民族团结。这些继任者包括让-贝德尔·博卡萨（来自波岡達同族的一个较小的村子，和达科一样也是波岡達的侄儿，以波岡達的名义发动政变，掌权后把波岡達奉为党和国家的缔造者予以膜拜。即使在称帝前夕，他还以“中非国父波岡達的继承人”自居。） 和戴维·达科（在1981年总统选举中以“民族和解”为口号，并把自己打扮成波岡達的精神继承者。）都将自己置于波岡達的光环下，以波岡達的正统继承者自居，并运用这一光环确立自己的优势，实现政治目的。
波岡達是中非共和国的奠基人，主张国家独立和民族解放，反对种族主义和反犹太主义，并曾任反对种族主义和反犹太主义国际联盟副主席。他执政期间曾经努力促进统一的联邦制拉丁非洲合众国的建立，这一思想对赤道非洲国家至今仍有影响。

### 出处
1. 1 2  . WorldStatesmen.org.   [2014-12-22]. （原始内容存档于2015-01-04） （英语）.
2. 1 2 3 4 5 6 7 8 9 10 11  . Assemblée nationale.   [2014-12-20]. （原始内容存档于2014-09-11） （法语）.
3. ↑  . Assemblée nationale.   [2014-12-21]. （原始内容存档于2015-01-04） （法语）.
4. ↑  Titley, p. 7.
5. ↑  Titley, p. 6.
6. 1 2  Chirot, p. 378.
7. ↑  . Time. 1959-04-13  [2014-12-20]. （原始内容存档于2015-01-04） （英语）.
8. ↑  Kalck (2005), p. 26.
9. 1 2  Bradshaw, Richard A. . 2006-12-10  [2014-12-20]. （原始内容存档于2015-01-04） （英语）.
10. ↑  Kalck (2005), p. 37.
11. ↑  Kalck (1971), p. 75.
12. ↑  Titley, p. 12.
13. 1 2 3 4  杨元恪等，第2809页。
14. ↑  Clark and Gardinier, p. 111.
15. ↑  Kalck (2005), p. 179.
16. 1 2  Heyns, p. 77.
17. ↑  Kalck (1971), p. 79.
18. ↑  Clark and Gardinier, p. 122.
19. ↑  Kalck (2005), p. 134.
20. ↑  Olson, p. 122.
21. 1 2  Kalck (1971), p. 89.
22. 1 2  Titley, p. 13.
23. 1 2  Kalck (2005), p. 136.
24. 1 2  Appiah and Gates, p. 277.
25. 1 2 3 4  Kalck (2005), p. 27.
26. ↑  Kalck (1971), p. 90.
27. ↑  Appiah and Gates, p. 398.
28. ↑  Le Vine, pp. 122, 127.
29. ↑  . 人民网.   [2014-12-21]. （原始内容存档于2015年1月4日） （中文（中国大陆））.
30. ↑  Kalck (2005), p. 90.
31. ↑  Serre, p. 60.
32. ↑  Serre, p. 59.
33. 1 2  Kalck (2005), p. xxxi.
34. ↑  Kalck (2005), pp. 83-84.
35. ↑  Kalck (2005), p. 44.
36. 1 2 3 4  Titley, p. 16.
37. ↑  . United States Department of State. March 2008  [2008-03-05]. （原始内容存档于2008-03-06） （英语）.
38. 1 2  Prunier, p. 103.
39. ↑  . Aviation Safety Network.   [2014-12-22]. （原始内容存档于2015-01-04） （法语）.
40. ↑  . The New York Times. 1959-04-01: 10 （英语）.
41. ↑  Prunier, pp. 103, 393.
42. ↑  Kalck (1971), p. 106.
43. ↑  Titley, p. 15.
44. ↑  Kalck (1971), p. 107.
45. ↑  Titley, pp. 16-17.
46. ↑  Titley, p. 18.
47. ↑  Titley, p. 31.
48. ↑  Prunier, p. 102.
49. ↑  . Sozowala.com.   [2014-12-22]. （原始内容存档于2015-01-04） （法语）.
50. ↑  . 新华网.   [2014-12-22]. （原始内容存档于2015-01-04） （中文（中国大陆））.
51. ↑  . 北京市人民政府外事办公室、北京市人民政府港澳事务办公室.   [2014-12-22]. （原始内容存档于2015-01-04） （中文（中国大陆））.
52. ↑  Kalck (2005), p. 74.
53. ↑  . NationalAnthems.me.   [2014-12-21]. （原始内容存档于2015-01-04） （英语）.
54. 1 2 3  Le Vine, p. 106.
55. ↑  Le Vine, p. 182.
56. ↑  . 搜狐网.   [2014-12-22]. （原始内容存档于2015-01-04） （中文（中国大陆））.
57. ↑  Titley, p. 158.

### 书目
- Appiah, K. Anthony; Gates, Henry Louis, Jr. (编). . New York City: Basic Books. 1999. ISBN 0-465-00071-1 （英语）. 网址－维基内链冲突 (帮助)
- Chirot, Daniel. . Princeton: Princeton University Press. 1996. ISBN 0-691-02777-3 （英语）.
- Clark, John F.; Gardinier, David E. (编). . Boulder: Westview Press（英语：Westview Press）. 1997. ISBN 0-8133-2785-7 （英语）.
- Heyns, Christoph (编). . The Hague: Martinus Nijhoff Publishers. 1999. ISBN 90-411-0287-6 （英语）.
- Kalck, Pierre. . translated by Barbara Thomson. London: Pall Mall Press. 1971. ISBN 0-269-02801-3 （英语）.
- Kalck, Pierre. . translated by Xavier-Samuel Kalck 3rd. Lanham（英语：Lanham, Maryland）: The Scarecrow Press. 2005. ISBN 0-8108-4913-5 （英语）.
- Le Vine, Victor T. . Boulder: Lynne Rienner Publishers. 2004. ISBN 1-58826-249-9 （英语）.
- Olson, James S. (编). . Westport: Greenwood Press. 1991. ISBN 0-313-26257-8 （英语）.
- Prunier, Gérard. . Oxford: Oxford University Press. 2009. ISBN 978-0-19-537420-9 （英语）.
- Serre, Jacques. . Paris: Éditions L'Harmattan. 2007. ISBN 2-296-02318-5 （法语）.
- Titley, Brian. . Montreal: McGill-Queen's University Press（英语：McGill-Queen's University Press）. 1997. ISBN 0-7735-1602-6 （英语）.
- 杨元恪; 陈有进; 邵滨鸿; 梁鲁生 (编). . 北京: 人民日报出版社. 1993年3月. ISBN 7-80002-538-1 （中文（中国大陆））.